# Chiesa della Madonna del Pilone

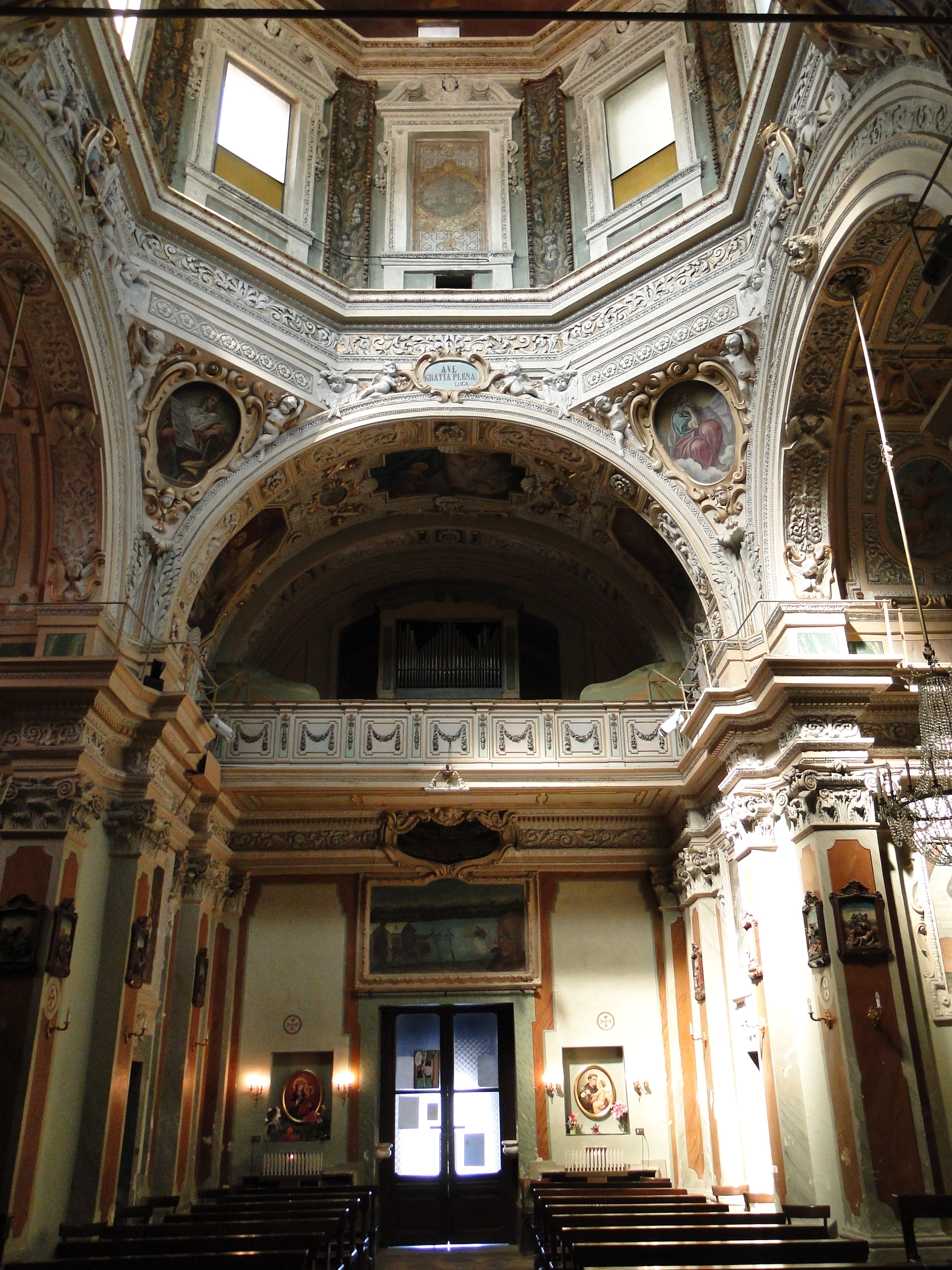
Chiesa della Madonna del Pilone - Controfacciata

La chiesa della Madonna del Pilone è una chiesa cattolica di Torino, situata in corso Casale 195.

## Storia
Il Santuario prende il nome da un pilone votivo che rappresentava la S.S. Vergine Annunziata, eretto sulla riva del Po nel 1587, nei pressi del quale il 29 aprile 1644 si verificò un evento ritenuto miracoloso, in ringraziamento del quale fu eretta la chiesa che inglobò il pilone. All'epoca, era presente soltanto un piccolo mulino sul fiume Po, detto delle catene, una cappella e un piccolo pilone votivo del 1587, dedicato alla Vergine Annunziata. Una bambina, di nome Margherita Molar, entrò imprudentemente nel mulino, cadendo così nelle acque impetuose del fiume Po. La madre, disperata, invocò quindi l'aiuto della Vergine del pilone, e la piccola fu miracolosamente sollevata dai vortici delle acque, quindi tratta in salvo da una barca. Grazie alle offerte dei fedeli e alle insistenze dell'allora reggente Maria Cristina di Francia, l'anno dopo fu eretto qui un primitivo santuario, con facciata di scuola barocca castellamontiana.
L'edificio venne aperto al culto il 25 marzo 1645. Nel 1779 si effettuò un ampliamento dell'edificio e nel 1787, per rimediare alle devastazioni operate dalle truppe Napoleoniche durante l'assedio di Torino, fu aggiunto il campanile. Mentre il battistero e il coro risalgono rispettivamente al 1807 e al 1817. Nel novembre 1994 la Chiesa e la piazza antistante furono invase dalle acque del fiume Po in piena, provocando seri danni alla struttura, seguiti da un'importante ristrutturazione.
Affiliazione con l'Arcibasilica papale di Santa Maria Maggiore in Roma
Proprio in conseguenza della diffusa devozione popolare che si era sviluppata intorno al Santuario a seguito del miracolo del 1644 e altri segni prodigiosi operati dalla Madonna del Fiume a cavallo fra il 1600 ed il 1700, con bolle papali del 1741, sotto i pontificati di Clemente XII e Benedetto XIV, la Basilica Papale di Santa Maria Maggiore in Roma aveva concesso vincolo di affiliazione spirituale al Santuario Torinese; vincolo peraltro decaduto e rinnovato con bolla del 25/02/2019 su istanza documentata del Parroco Don Gianni Tesio. Si tratta di un beneficio spirituale che è stato attribuito solo a pochissime Chiese torinesi e concede ai Fedeli che frequentano il Santuario in determinate occasioni ed a certe condizioni specificate nella bolla il beneficio dell'indulgenza plenaria dei peccati  e dell'estensione delle prerogative presenti e future che competono all'Arcibasilica Papale romana.

### Il miracolo
La storia del miracolo all'origine della costruzione della chiesa e della devozione che ne seguì, ripresa dallo studio del Sacco, è riportata dallo storico Luigi Cibrario nella sua Storia di Torino:

Questo prodigioso successo, così pubblico, così evidente, crebbe sì fattamente la divozione verso l'imagine dipinta su quel pilone, che subito colle offerte de' fedeli si costrusse una cappella, in cui fu racchiuso, e poco dopo si cambiò da cappella in Chiesa, abbondando singolarmente in doni Madama Reale Cristina di Francia, che fe' l'altar maggiore di fini marmi, ed arricchì di preziose suppellettili la Chiesa; il principe Maurizio di Savoia, Madama Reale Maria Giovanna Battista, e la regina Anna d'Orleans, la quale una o più volte la settimana solea recarsi a piedi, nel 1697 e 1698, al Santuario, implorando dal cielo, per intercession della Vergine, conforto di prole maschile, che poi le nacque in maggio del 1699.
Fervente nella divozione a questo Santuario era anche il celebre principe Tommaso, e più ancora Emmanuele Filiberto figliuolo di lui, che per molti anni, sino al fine della sua innocentissima vita, non lasciò quasi passar giorno, che solo od accompagnato dalla principessa Maria Catterina d'Este sua consorte, non andasse a prostrarsi a piè della Vergine propiziatrice.»
(Luigi Cibrario, Storia di Torino, Volume II, libro I, capo V)

## Architettura e arte

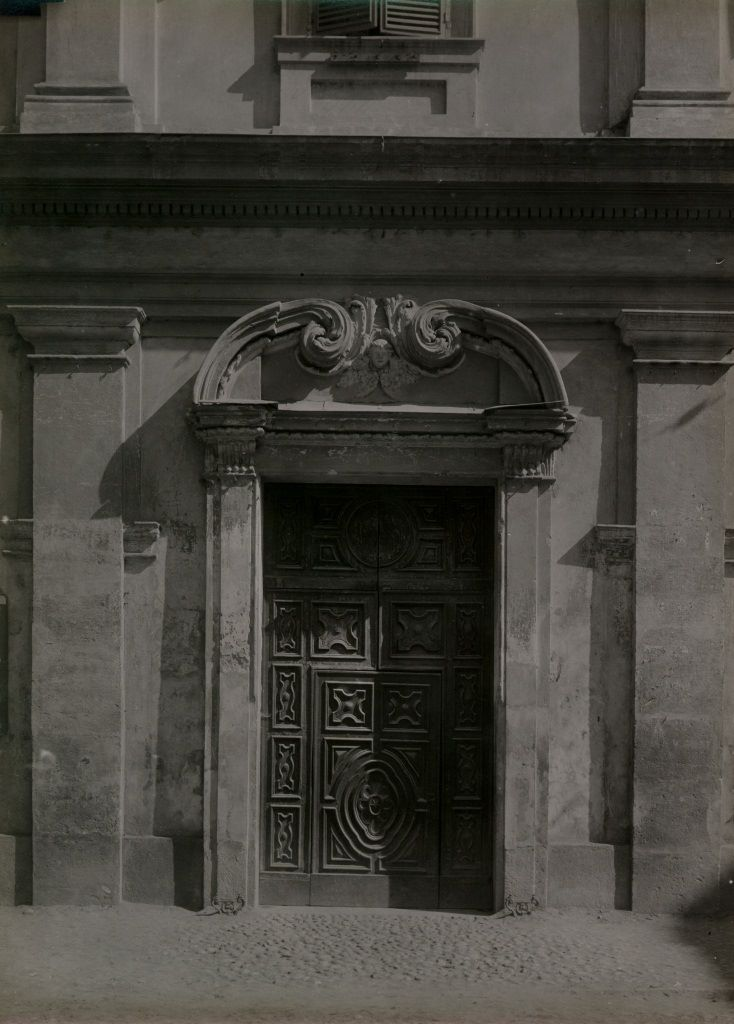
Mario Gabinio, Chiesa della Madonna del Pilone, 1926

La chiesa presenta interno a navata singola con due cappelle laterali, e cupola con tiburio ottagonale; la facciata è sormontata da un timpano semicircolare. L'altare maggiore conserva l'immagine cinquecentesca dell'Annunziata, che però è stata ridipinta nel corso degli interventi di restauro effettuati nel 1925 e negli anni 1960, che comportarono anche modifiche degli interni.
 Tra gli artisti che lavorarono alle decorazioni originali Giovanni Antonio Maro, Giovanni Andrea Casella, di cui rimangono gli stucchi, e Bartolomeo Guidobono, al quale sono da attribuire gli affreschi della cupola.

### Altre immagini

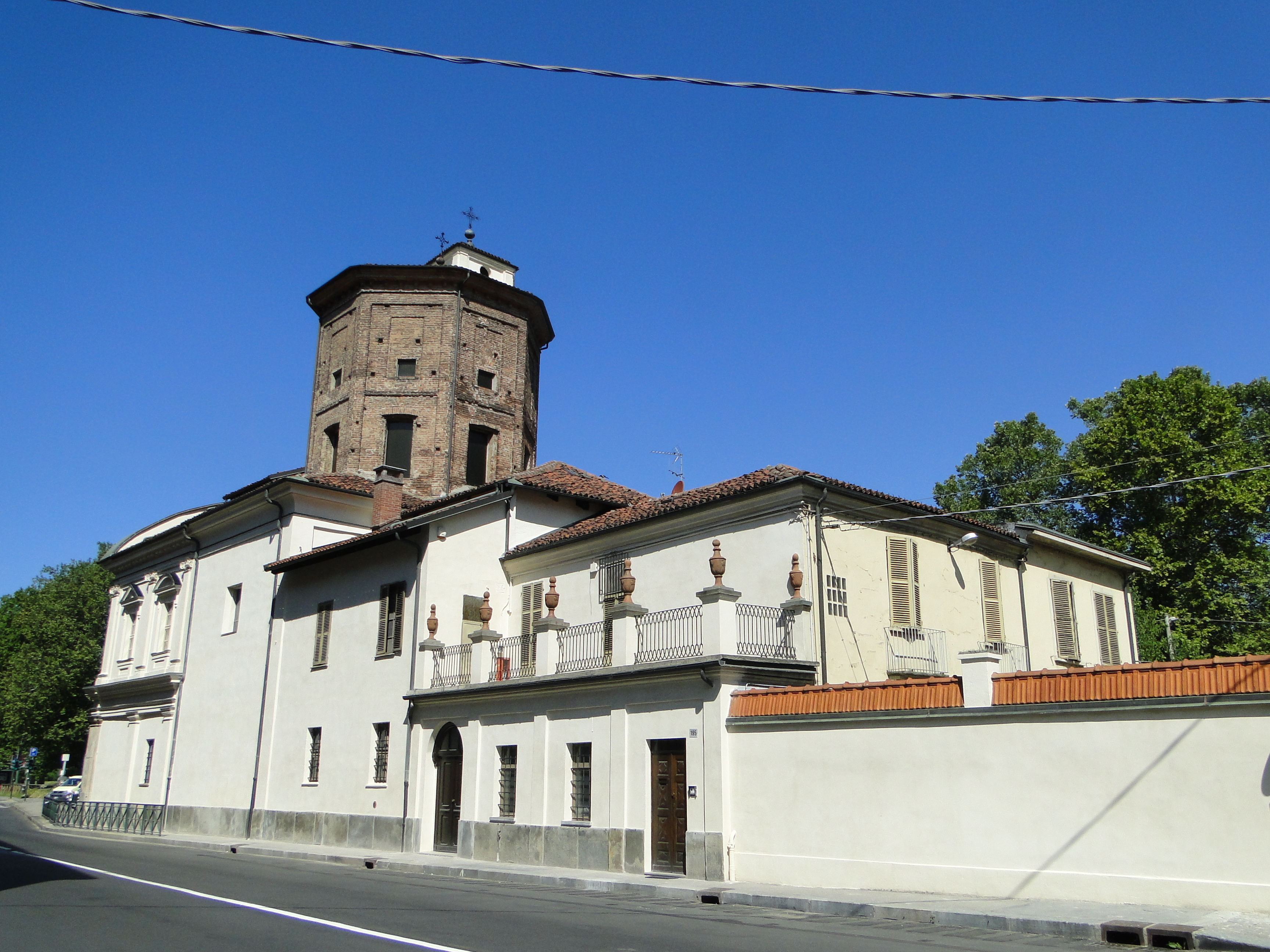
Lato est della chiesa della Madonna del Pilone
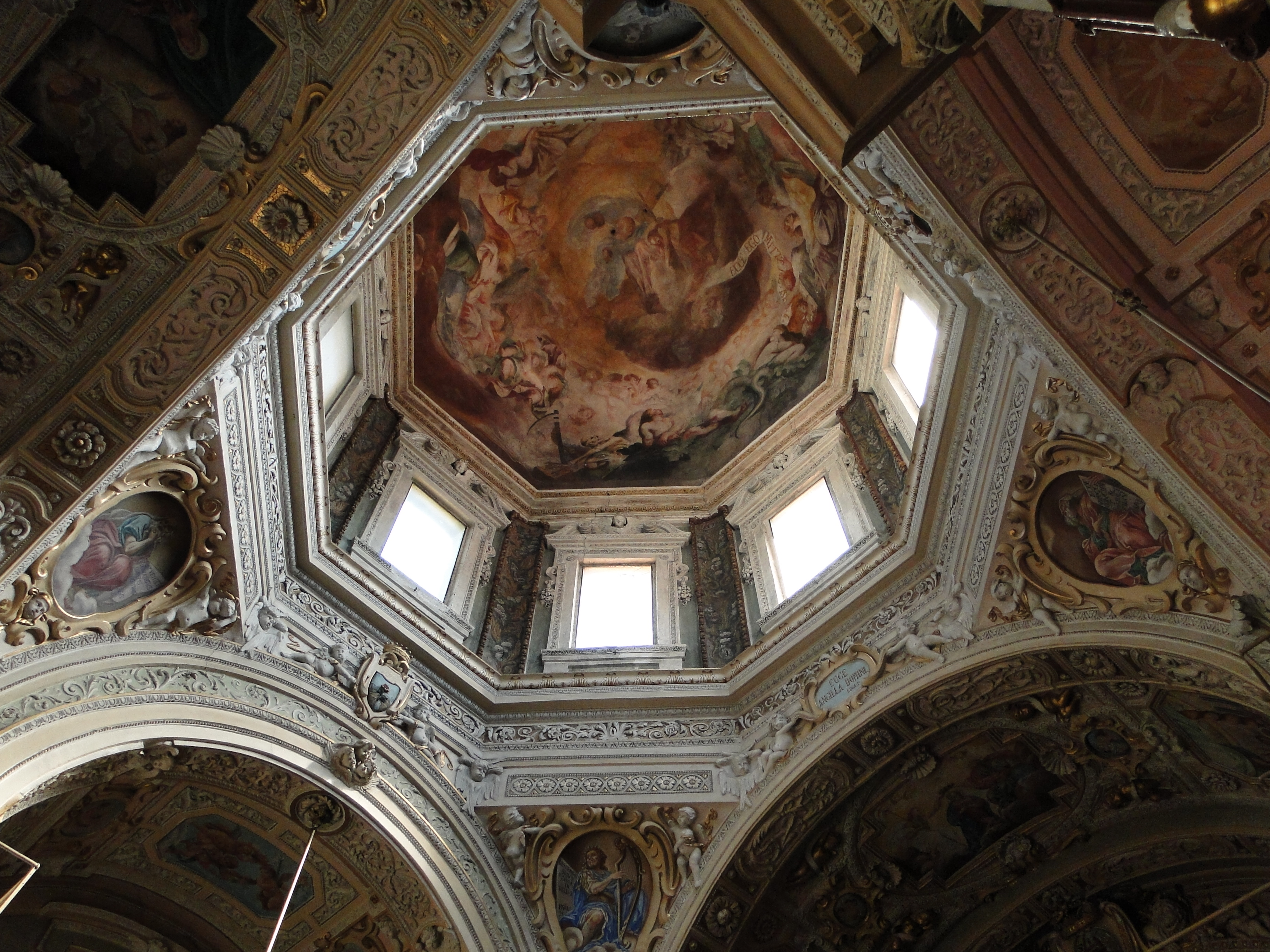
Interno della chiesa della Madonna del Pilone - Interno Cupola
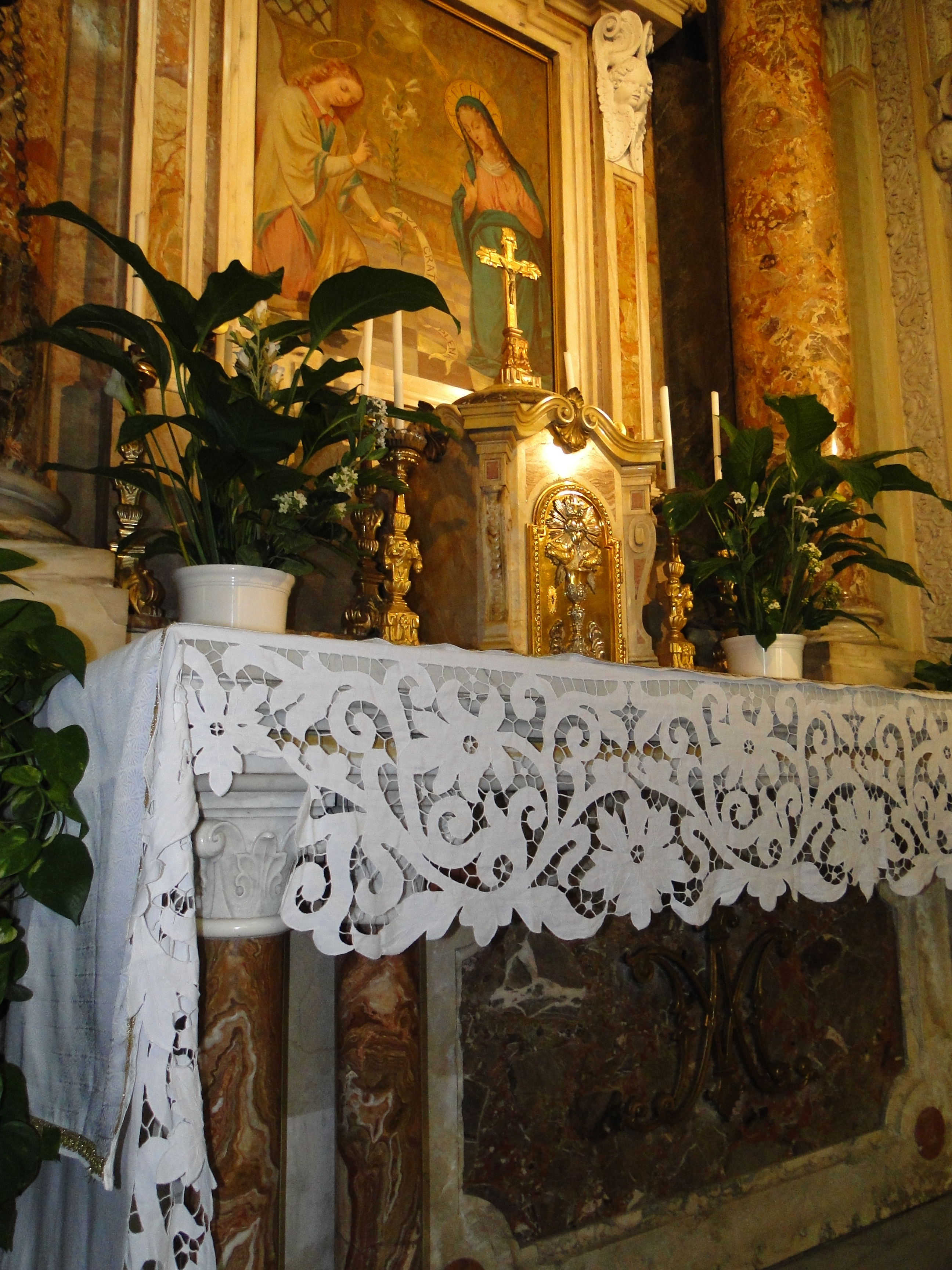
Interno della Chiesa della Madonna del Pilone - Altar maggiore
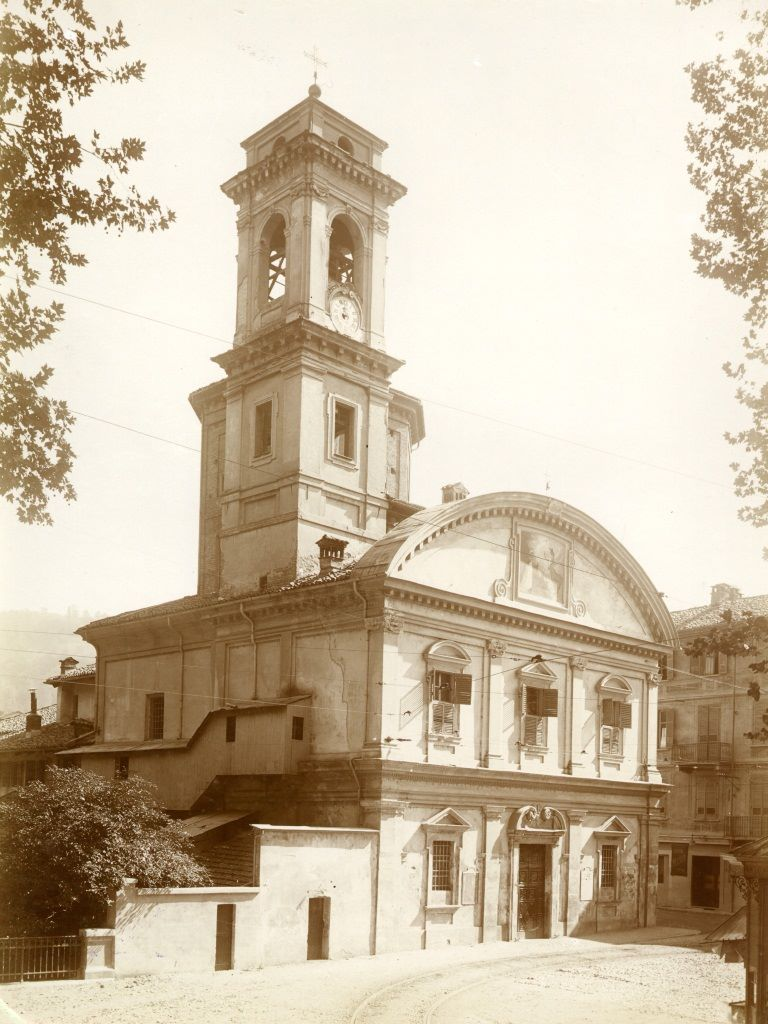
veduta del 1926